# アレクセイ・フヨドロビッチ・ボゴモロフ
アレクセイ・フヨドロビッチ・ボゴモロフ（ロシア語: Алексей Фёдорович Богомолов, 1913年6月2日 - 1992年 4月22日）はロシアの科学者であり、ラジオ工学の分野の専門家だった、 社会主義労働者の英雄（1957年）。

## 経歴
1923年以来モスクワに住んでいた。 1927年、彼は中等学校を卒業し、1929年にはモスクワ第1回労働教育研究所を卒業した。 1929-1932年には、電気技術者、准准、電気技師として "Stroyelektro"に勤務した。 1937年にモスクワ電力工学研究所を卒業し、電力線の雷保護というテーマで博士論文を作成し始めたが、彼の研究は大国主義戦争。
ボゴモロフは、レニングラード軍電気工学アカデミーの3ヶ月の特別コースに送られた。 卒業後、彼は初めにプラトーン司令官に任命され、レニングラード・フロントの対空砲兵部隊のレーダーのエンジニアを務めた。 彼の勇気のために、彼はレッドスターの勲章を授与された。
ボゴモロフは、1954年から1989年までMPEI特別設計局（MPEI Special Design Bureau）のチーフデザイナー（ディレクター）を務めた。また、Sergey Korolevのチーフデザイナー評議会のメンバーである。 彼は、無線テレメトリー、軌道測定、位相方向探知、アンテナシステムの分野で再調査を行った。 彼はバイコヌールで1960年にR-16のテストに参加し、Nedelinの大惨事を乗り越えた。